# Syllepte pogonodes
Syllepte pogonodes là một loài bướm đêm trong họ Crambidae.